# Hotelplan
Die Hotelplan Group (kurz: Hotelplan) ist ein Schweizer Reiseunternehmen. Es wurde 1935 von Gottlieb Duttweiler als Genossenschaft Hotel-Plan gegründet und 1981 in eine Aktiengesellschaft umgewandelt. 2024 gab die Migros-Gruppe bekannt, Hotelplan verkaufen zu wollen. Am 12. Februar 2025 wurde bekannt, dass die DERTOUR Group, unter dem Vorbehalt der Freigabe durch die zuständigen Behörden, die gesamte Hotelplan Group mit Ausnahme von Interhome übernimmt. Interhome wird von der Hometogo Group übernommen.

## Zahlen und Fakten
Im Geschäftsjahr 2023/2024 (1. November 2023 bis 31. Oktober 2024) erzielte das Unternehmen einen Umsatz von CHF 1'781.8 Mio. und beschäftigte 2’589 Mitarbeitende. Hotelplan betreibt über ihre Geschäftseinheit Hotelplan Suisse (Stand Januar 2024) 82 Filialen in der Schweiz.
Hotelplan ist die Nummer 1 der Schweizer Reisebranche.

### Geschäftseinheiten
- Hotelplan Suisse (Marken: travelhouse, tourisme pour tous), Umsatz 2024: 224.8 Mio.
- Volume Tour Operating (Veranstaltermarken: Hotelplan, Migros Ferien, vtours), Umsatz 2024: 914.6 Mio.
- Hotelplan UK (Marken: Inghams, Inntravel, Santa’s Lapland, Explore Worldwide), Umsatz 2024: 211.7 Mio.
- Interhome (HHD AG, Opfikon)[4], Umsatz 2024: 389.6 Mio.
- Business Travel
  - bta first travel (Marke), Umsatz 2024: 10.0 Mio.
  - Finass Reisen AG, Wetzikon[5], Umsatz 2024: 5.7 Mio.

## Geschichte

### Anfang
Im März 1935 schlug der deutsche Reisefachmann Rudolf Nehring dem Migros-Gründer Gottlieb Duttweiler vor, mit Pauschalreisen den Tourismus in der Schweiz zu beleben. Dieser steckte wegen stark gesunkener Gästezahlen und überhöhter Preise in einer existenziellen Krise. Rasch entschlossen setzte Duttweiler die Idee in die Tat um und gründete am 29. April die Genossenschaft Hotelplan, an der die Migros und touristische Unternehmen beteiligt waren (der Name ist eine Kreation seiner Mitarbeiterin Elsa Gasser). Menschen aus einfachen Verhältnissen sollten sich mit preisgünstigen All-inclusive-Angeboten (eine Woche für 65 Franken) erstmals überhaupt Ferien leisten können. Im Gegensatz zu den totalitären Massenorganisationen Dopolavoro und Kraft durch Freude (die Duttweiler verabscheute) sollten die Urlauber ihre Freizeit innerhalb einer bestimmten Region individuell gestalten können. In wenigen Wochen baute der leitende Angestellte Emil Rentsch eine Organisation auf. Bereits am 1. Juni fuhr der erste Sonderzug von Zürich nach Lugano, erste internationale Gäste trafen zwei Wochen später ein und weitere Destinationen kamen in kurzer Folge hinzu.
Der Schweizerische Hotelierverein und die Schweizerische Verkehrszentrale lehnten die von Duttweiler angebotene Zusammenarbeit aufgrund von unüberbrückbaren Differenzen ab. Hingegen fand er mit dem Reisebüroverband und dem Verband schweizerischer Transportanstalten kooperationswillige Mitstreiter. Trotz Bedenken ihres Verbandes waren zahlreiche Hoteliers bereit, ihre Dienstleistungen wesentlich günstiger als üblich anzubieten. Die Discounter-Strategie und die von Josef Dahinden gedrehten Werbefilme trugen wesentlich zum Erfolg bei; bis Ende Jahr konnten mehr als 52'000 Wochenarrangements verkauft werden, viele Gäste kamen aus dem Ausland. Bis 1939 beteiligten sich über 800 Hotels, Bahnbetriebe und Schifffahrtsgesellschaften am Hotelplan. Der Zweite Weltkrieg unterbrach die stürmische Entwicklung jäh und Hotelplan schrumpfte vorübergehend zu einem kleinen Reisebüro für Inlandreisen zusammen. Duttweiler entliess die Mitarbeiter nicht, sondern setzte sie für einige kriegswirtschaftliche Funktionen wie das Rationierungswesen der Migros ein.

### Expansion
Unmittelbar nach Kriegsende organisierte Hotelplan die ersten Reisen ins Ausland, die nach Mailand, Venedig, Florenz und an die Riviera führten. Umgekehrt kamen 1946 nur britische Gäste in die Schweiz, da Großbritannien damals das einzige europäische Land war, das Devisen für Auslandreisen zur Verfügung stellte. 1947 eröffnete Hotelplan in Mailand die erste Tochtergesellschaft, 1948 und 1949 kamen weitere in den Niederlanden und Frankreich hinzu. 1955 erfolgte in Zusammenarbeit mit dem Migros-Genossenschafts-Bund die Eröffnung des ersten Feriendorfes, des Riviera Beach Club in Hyères. 1958 nahm Hotelplan im grösseren Umfang den Ferienreiseverkehr nach dem Fernen Osten auf, 1959 wurde das Reisebüro Esco-Reisen übernommen. Mit der Übernahme von Inghams Travel begann 1962 die Expansion nach Großbritannien, das sich zum zweiten Standbein des Konzerns entwickeln sollte. 1977 besass Hotelplan weltweit 72 Büros und Verkaufsstellen.
Aufgrund der Marktsättigung und des harten Konkurrenzkampfs im europäischen Reiseveranstaltergeschäft beschloss die Genossenschaft Hotelplan ihre Umwandlung in eine Aktiengesellschaft, die am 21. April 1981 vollzogen wurde. 1984 gründete Hotelplan die Horizonte Clubferien und Clubhotels AG, im Januar 1985 konnte das Unternehmen den zehnmillionsten Kunden begrüssen. 1989 erfolgte die Übernahme der Interhome-Gruppe, eines Anbieters von Ferienwohnungen und -häusern, womit die Gruppe nun 36 Unternehmungen mit über 140 Geschäftsstellen in zwölf Ländern umfasste. 1990 erzielte Hotelplan erstmals einen Umsatz von mehr als einer Milliarde Franken. Bis 1999 stieg dieser auf 1,94 Milliarden.
Ab 1996 gab es das McPlane, ein von Hotelplan  bei Crossair gechartertes Flugzeug (McDonnell Douglas MD-83) mit McDonald’s-Angeboten.

### 2000–2010
Am 3. November 2001 wurde die Fluggesellschaft Belair gegründet, weil die damalige Balair als Tochtergesellschaft der Swissair am 2. Oktober 2001 gegroundet war, zur Sicherung des eigenen Charterfluggeschäfts. Im Geschäftsjahr 2001 erzielte Hotelplan einen Umsatzrekord von 2.29 Milliarden Franken. Ende 2001 bezog Hotelplan den neuen Hauptsitz in Glattbrugg und gab die dezentralen Verwaltungsstandorte in der Region Zürich auf, darunter den vormaligen Hauptsitz in Zürich. Per 1. Januar 2002 wurden der Reiseveranstalter Ernst Marti AG übernommen und Teil der neu gegründeten Marti Reisebüro AG, an der Hotelplan Schweiz rund 70 % hielt. Ende Januar 2004 lancierte Hotelplan die Marke EASY! Einfach-Ferien.ch, die das Tiefpreissegment anvisiert. Mitte 2004 wurde die Hotelplan-Tochter TPT tourisme pour tous SA mit Sitz in Lausanne in die Muttergesellschaft einfusioniert, blieb aber als Marke bestehen. Per 1. November wurde die Marti Reisebüro AG übernommen und mit Hotelplan fusioniert. Rückwirkend auf den 1. November wurde die Esco-Reisen AG in Hotelplan einfusioniert und als Marke beibehalten.
2005 übernahm Hotelplan die Aktienmehrheit an der Travelwindow AG, die unter anderem das Online-Reiseportal travel.ch betreibt. Mit dem Zukauf baute Hotelplan ihre Position auf dem Schweizer Online-Reisemarkt aus. Die Tochter Hotelplan Italien lancierte mit T-Club einen neuen Markennamen auf dem italienischen Markt. 2006 wurde die Tochter Hotelplan Holland mit ihren gut 400 Mitarbeitern an die niederländische Oad-Gruppe verkauft. Mit dem Warenhaus Globus, einem Unternehmen der Migros, lancierte Hotelplan Suisse 2007 die Marke Globus Reisen. Mit der Übernahme der Travelhouse-Gruppe stieg Hotelplan zum grössten Reiseveranstalter der Schweiz auf und überholte Kuoni. 2007 gingen Hotelplan und Air Berlin eine strategische Partnerschaft ein, gleichzeitig beteiligte sich Air Berlin mit 49 Prozent an Belair. 2008 wurden Hotelplan Schweiz AG und travelhouse in «M-Travel Switzerland» (MTCH AG) umbenannt. Die Anbieter Hotelplan, Migros Ferien, Denner Reisen, Globus Reisen, travelhouse, Esco, tourisme pour tous und First Business Travel sind dabei als einzelne Marken von MTCH organisiert. Im Oktober 2009 verkaufte Hotelplan ihren Anteil der Belair an Air Berlin.

### Seit 2010
Im August 2011 wurde bekannt, dass 27 % der Geschäftsanteile des Ferienhausanbieters Interchalet Ferienhaus zum 1. November 2011 an Hotelplan veräussert werden und zwei Jahre später die restlichen Anteile folgen sollen. Im Mai 2012 verkaufte Hotelplan die Beteiligung am defizitären russischen Reiseveranstalter Ascent Travel. Per 31. Oktober 2014 nahm Hotelplan Suisse (MTCH AG) die Discount-Reisemarke Denner Reisen vom Markt. Denner als wichtiger Vertriebskanal wird jedoch weiterhin genutzt, beispielsweise mit der Publikation preislich attraktiver Hotelplan-Angebote in der Broschüre „Denner-Woche“. Per 1. Dezember 2015 übernahm Hotelplan den Soft-Adventure-Anbieter Explore Worldwide und den Tauchspezialist Regaldive. Per 31. Oktober 2016 erfolgten die Übernahme des Reisebüros Beo AG Thun und zeitgleich der Verkauf der Geschäftseinheit Hotelplan Italia an den italienischen Reiseveranstalter Eden Viaggi. Das Online-Reiseportal travel.ch wurde Ende Oktober 2017 eingestellt. 2019 übernahm Hotelplan den Reiseveranstalter vtours. Infolge der COVID-19-Pandemie hat Hotelplan Suisse angekündigt, dass das Reiseprogramm ins Ausland noch bis zum 14. Juni 2020 ausgesetzt wird. Aufgrund des Verkaufs von Globus durch Migros hat sich Hotelplan Suisse entschieden, ab 1. Februar 2021 unter der Marke «Globus Reisen» keine Reisen mehr zu produzieren und zu vertreiben. Im Zuge der Corona-Krise wurde die Tourismusindustrie schwer getroffen, so auch die Hotelplan Gruppe. Schmerzliche Restrukturierung, das schlechteste Jahresergebnis der Geschichte und ein Umsatzrückgang von 57,7 % im Geschäftsjahr 2019/2020 waren Folgen der Pandemie. Der Aktionär, der Migros-Genossenschafts-Bund, stellte in dieser herausfordernden Zeit genügend Liquidität zur Verfügung. So konnten die Kundengelder schnellstmöglich rückerstattet und die Kunden schadlos gehalten werden. Im Mai 2021 wurde bekannt, dass vorerst in den Filialen Olten und Stans ein Teil der Verkaufsfläche an Salt Mobile untervermietet wird. Von den Herausforderungen während der Pandemie hat sich Hotelplan inzwischen erholt und den Umsatz von 2019 übertroffen. 2023 wurde die Filiale in Zürich-Oerlikon geschlossen bezw. in eine bestehende Filiale von Ex Libris verlegt.

### Verkauf
Am 2. Februar 2024 gab die Migros-Gruppe bekannt, Hotelplan verkaufen zu wollen. Mit dem Verkauf wurde die US-Investmentbank Houlihan Lokey beauftragt. Am 12. Februar 2025 wurde bekannt, dass die DERTOUR Group, unter dem Vorbehalt der Freigabe durch die zuständigen Behörden, die gesamte Hotelplan Group mit Ausnahme von Interhome übernimmt. Interhome wird von der Hometogo Group übernommen.